# 穆鲁甘帕拉耶姆
穆鲁甘帕拉耶姆（Muruganpalayam），是印度泰米尔纳德邦Coimbatore县的一个城镇。总人口14431（2001年）。

## 人口
该地2001年总人口14431人，其中男性7517人，女性6914人；0—6岁人口1664人，其中男864人，女800人；识字率64.15%，其中男性为72.95%，女性为54.58%。